# Димни леопарди
Димните леопарди (Neofelis) са род бозайници от семейство коткови (Felidae).

## Видове
Родът включва два вида котки – димен леопард (Neofelis nebulosa) и борнейски димен леопард (Neofelis diardi). До 2006 г. Борнейският димен леопард бе смятан за подвид на опушения. Двата вида са обособени в отделен род поради разликата в структурата на черепа, която ги отличава от другите големи котки.